# Azeta versicolor
Azeta versicolor är en fjärilsart som beskrevs av Fabricius 1794. Azeta versicolor ingår i släktet Azeta och familjen nattflyn. Inga underarter finns listade i Catalogue of Life.